# Langile Abertzale Komiteak
Langile Abertzale Komiteak (LAK, Comitès de Treballadors Patriotes), va ser una organització sindical assembleària del País Basc, sorgida a la fi del 1974 d'una escissió del Front Obrer d'ETA per iniciativa de LAIA, producte de les divergències sobre la manera d'abordar la lluita dels treballadors. En aquest sentit, des de LAIA es percebia que les noves Comissions Obreres Abertzales (posteriorment reconvertides en el sindicat LAB) reproduïen les formes organitzatives anteriors, massa vinculades a l'organització armada, per la qual cosa LAK funcionaria a manera de cèl·lules autònomes per evitar les conseqüències de la repressió sobre una estructura unitària.
LAK va participar en la creació de la Koordinadora Abertzale Sozialista (KAS) a l'agost del 1975, però el 1976 va rebutjar l'Alternativa KAS donant suport a la postura de LAIA (ez). En els propers anys recolliria la tendència autònoma que el va ser allunyant de les dinàmiques de l'esquerra abertzale. Al desembre del 1977, diverses organitzacions ideològicament properes, com LAIA (ez), OCA-EKA, el col·lectiu Askatasuna i el mateix LAK, van anunciar una «convergència assembleària» que, no obstant això, es va diluir amb el pas dels mesos. LAK acabaria dissolent-se poc després.